# Cynolebias
Cynolebias és un gènere de peixos de la família Rivulidae i de l'ordre dels ciprinodontiformes.

## Taxonomia
- Cynolebias albipunctatus (Costa & Brasil, 1991)
- Cynolebias altus  (Costa, 2001)
- Cynolebias attenuatus (Costa, 2001)
- Cynolebias gibbus (Costa, 2001)
- Cynolebias gilbertoi (Costa, 1998)
- Cynolebias griseus (Costa, Lacerda & Brasil, 1990)
- Cynolebias itapicuruensis (Costa, 2001)
- Cynolebias leptocephalus (Costa & Brasil, 1993)
- Cynolebias microphthalmus (Costa & Brasil, 1995)
- Cynolebias paraguassuensis (Costa, Suzart & Nielsen, 2007)
- Cynolebias perforatus (Costa & Brasil, 1991)
- Cynolebias porosus (Steindachner, 1876)
- Cynolebias reicherti (Loureiro & García, 2005)
- Cynolebias vazabarrisensis (Costa, 2001)[1][2][3][4]